# East Duke (Oklahoma)
East Duke es un pueblo ubicado en el condado de Jackson en el estado estadounidense de Oklahoma. En el año 2010 tenía una población de 424 habitantes y una densidad poblacional de 385,45 personas por km².

## Geografía
East Duke se encuentra ubicado en las coordenadas 34°39′47″N 99°34′11″O / 34.66306, -99.56972 (34.662959, -99.569631).

## Demografía
Según la Oficina del Censo en 2000 los ingresos medios por hogar en la localidad eran de $33,942 y los ingresos medios por familia eran $39,063. Los hombres tenían unos ingresos medios de $30,673 frente a los $16,875 para las mujeres. La renta per cápita para la localidad era de $16,739. Alrededor del 8.5% de la población estaban por debajo del umbral de pobreza.